# Palonín
Obec Palonín (německy Pollein) se nachází v okrese Šumperk v Olomouckém kraji. Žije zde 349 obyvatel.

## Název
Název vesnice byl odvozen od osobního jména Paloně (starší tvar Paloňa, jeho základem bylo buď páliti nebo pala – "hlava") a znamenal "Paloňův majetek". Německé jméno vzniklo z českého.

## Významné letopočty
- 1353 – Beneš z Vildenberka drží polovinu Palonína (první písemná zmínka o obci)
- 1379 – litomyšlský biskup daroval Palonín kartuziánům v Tržku u Litomyšle
- 1406 – markrabě Jošt stvrzuje Palonín jako majetek kartuziánů, kartuziáni se stěhují do Dolan u Otaslavic
- 1419 – dolanský klášter prodal Palonínu les Doubravu
- 1511 – král Vladislav II. svěřuje obec pod ochranu Václava Berky z Dubé
- 1552 – převor Pavel daroval Palonínu právo odúmrtí
- 1593 – ochrannou moc získává Jáchym Pivec z Hradčan
- 1603 – obec vydává listinu svých zástupců proti zájmům Karla z Liechtensteina
- 1640 – z tohoto roku pochází obecní pečeť
- 1700 – od tohoto roku jsou vedeny pozemkové knihy
- 1771 – Palonín má 475 občanů české národnosti
- 1782 – Kartuziánský klášter je zrušen a Palonín náleží doubravickému panství
- 1812 – palonínští a moravičanští sedláci se vykupují z roboty
- 1815 – Palonín má školu
- 1834 – v Paloníně žije 520 obyvatel v 72 domech
- 1848 – Palonín se stává součástí soudního okresu Mohelnice a politického okresu Zábřeh
- 1869 – založen čtenářský spolek
- 1893 – založena družstevní mlékárna
- 1956 – založeno JZD
- 1960 – družstvo se spojilo s JZD Loštice

## Významné osobnosti
- Jakub Lolek – učitel, spisovatel a vlastivědný pracovník
- Stanislav Lolek – malíř, autor ilustrací k pohádce Liška Bystrouška
- Antonín Smital – spisovatel

## Pamětihodnosti
V katastru obce jsou evidovány tyto kulturní památky:
- Rolnická usedlost č.p. 3 – lidová architektura z poloviny 19. stol. s arkádovou náspí
- Rolnická usedlost č.p. 9 – lidová architektura z poloviny 19. stol. s arkádovou náspí
- Rolnická usedlost č.p. 11 – lidová architektura z poloviny 19. stol. s arkádovou náspí
- Rolnická usedlost č.p. 22 – lidová architektura z poloviny 19. stol. s arkádovou náspí
- Rolnická usedlost č.p. 33 – lidová architektura z poloviny 19. stol. s arkádovou náspí
- Rolnická usedlost č.p. 36 – lidová architektura z poloviny 19. stol. s náspí (bývalá rychta se starším jádrem)

Další kulturní objekty:
- Rolnická usedlost č.p. 32 – Lidová architektura z poloviny 19. stol. s arkádovou náspí.
- Filiální kostel sv. Josefa – postaven v r. 1833 (založen r. 1830)
- Kaple sv. Rodiny
- Votivní kaplička sv. Pavlíny byla postavena po morové epidemii v r. 1720 u cesty do Loštic na pozemku hospodáře z č.p. 32.
- Socha sv. Jana Nepomuckého z r. 1716 na dolním konci.
- Kříž z r. 1766 na křižovatce cesty doubravické a hradčické.
- Kříž z r. 1768 na cestě do Loštic.
- Kříž z r. 1770 na silnici k Novým Mlýnům (v Příhoně)
- Kříž z r. 1816 na cestě k Červené Lhotě.
- Kříž z r. 1855 na cestě k Měníku
- Kříž z r. 1855 na cestě do Obectova
- Kříž z r. 1825 na návsi u kaple.
- Pomník padlým s bustami prezidenta Beneše a TGM

## Živnosti, řemesla a podniky ve 30. letech 20. století
- Josef Kleibel – hostinský, Jan Kroupa – hostinský, Josef Skopal – kovář, Ludvík Čáslavský – krejčí, Cyril Birkner – obuvník, Jan Helekal – pekař, Josef Kvapil – řezník, Josef Lexmaul – řezník, František Vašek – řezník, Josef Benda – smíšené zboží, Ladislav Pur – smíšené zboží, Alois Vejmola – smíšené zboží, Josef Gizl – trafika, Alois Sova – tesař
- Rolnické mlékařské družstvo v Paloníně s.r.o.
- Zemědělské družstvo pro vedení a zužitkování elektrické síly v Paloníně s.r.o.